# Stade Al Inbiaâte
Stade Al Inbiaâte – wielofunkcyjny stadion  w Agadirze, w Maroku. Jego pojemność wynosi 15 000 widzów. Do 2013 roku swoje spotkania na obiekcie rozgrywali piłkarze klubu Hassania Agadir, którzy następnie przenieśli się na nowo wybudowany Stade d’Agadir.